# Termograf
Termograf, u meteorologiji, je uređaj za neprekidno bilježenje temperature zraka ili tla. Sastoji se od osjetnika (bimetalna vrpca ili Bourdonova cijev), koji je mehanički povezan s pisačem, te od bubnja sa zapisnom vrpcom koji se pokreće satnim mehanizmom. Koristi se dnevni i tjedni termograf.

## Bourdonova cijev
Bourdonova cijev je zakrivljena zrakoprazna ili tekućinom ispunjena cijev koja se savija pod utjecajem vanjskog tlaka (upotreba u manometrima ili tlakomjerima) ili temperature (upotreba u termografima). Nazvana je po izumitelju, francuskom inženjeru Eugèneu Bourdonu (1808. – 1884.).

## Bimetal
Bimetal ili bimetalna vrpca je načinjen od dviju vrpci različitih kovina, prikovanih jedna uz drugu. Zbog različitih koeficijenata toplinskog širenja, grijanjem dolazi do svijanja vrpce. Koristi se kao prekidač (jedan kraj učvršćen a drugi slobodan), na primjer u termostatima.